# دیوید دسر
دیوید دسر (انگلیسی: David Desser؛ زادهٔ ۱ ژانویهٔ ۱۹۵۳) ویراستار اهل ایالات متحده آمریکا است.